# Gedenkorte der Danz-Schwantes-Widerstandsgruppe
Diese Liste ist eine Aufstellung der Gedenkorte der Widerstandsgruppe Danz-Schwantes. Sie erhebt keinen Anspruch auf Vollständigkeit.
Zur Mitgliederliste der Widerstandsgruppe geht es hier.
| Name                | REF | Art          | Stadt                     | Stadtteil      | Straße                                               | Anmerkung, Bemerkung, Sonstiges |
| ------------------- | --- | ------------ | ------------------------- | -------------- | ---------------------------------------------------- | --- |
| Hermann Bruse       |     | Straße       | Magdeburg                 |                | Hermann-Bruse-Platz                                  | Die Stadt Magdeburg benannte ihm zu Ehren einen Platz |
| Hermann Danz        |     | Mahnmal      | Magdeburg                 |                |                                                      | Steubenpark am südlichen Rand der Magdeburger Altstadt |
| Hermann Danz        |     | Stolperstein | Magdeburg                 | Altstadt       | Kreuzung Ernst-Reuter-Allee/Otto-von-Guericke-Straße | |
| Hermann Danz        |     | Schule       | Schmalkalden              |                |                                                      | Realschule |
| Hermann Danz        |     | Straße       | Magdeburg                 |                | Danzstraße                                           | |
| Hermann Danz        |     | Ehrenhain    | Magdeburg                 |                |                                                      | 1950 wurde die Urne mit Hermann Danz' sterblichen Überresten im Ehrenhain des Magdeburger Westfriedhofes beigesetzt. |
| Hermann Danz        |     | Straße       | Hermsdorf                 |                | Hermann-Danz-Straße                                  | |
| Hermann Danz        |     | Straße       | Hecklingen                |                | Hermann-Danz-Straße                                  | |
| Hermann Danz        |     | Straße       | Sondershausen             |                | Hermann-Danz-Straße                                  | |
| Hermann Danz        |     | Gebäude      | Friedrichroda (Thüringen) |                |                                                      | Zu DDR-Zeiten hieß ein FDGB-Ferienheim in Friedrichroda (Thüringen) „Hermann-Danz-Heim“. |
| Hubert Materlik     |     | Mahnmal      | Magdeburg                 |                |                                                      | Steubenpark am südlichen Rand der Magdeburger Altstadt |
| Hubert Materlik     |     | Stolperstein | Magdeburg                 | Werder         | Oststraße 1, vor Kita „Storchennest“                 | |
| Hubert Materlik     |     | Straße       | Magdeburg                 |                | Materlikstraße                                       | Die Stadt Magdeburg benannte ihm zu Ehren eine Straße (Materlikstraße). |
| Hubert Materlik     |     | Park         | Magdeburg                 |                |                                                      | Ebenso trägt die Grünanlage zwischen dem Palais am Fürstenwall, Dom und Domgymnasium seinen Namen: Materlikanlage. |
| Hubert Materlik     |     | Schule       | Magdeburg                 | Reform         |                                                      | Ebenso wurde im Stadtteil Reform eine Schule nach ihm benannt. |
| Friedrich Rödel     |     | Stolperstein | Magdeburg                 | Sudenburg      | Helmstedter Straße                                   | |
| Johann Schellheimer |     | Mahnmal      | Magdeburg                 |                |                                                      | Steubenpark am südlichen Rand der Magdeburger Altstadt |
| Johann Schellheimer |     | Betrieb      | Magdeburg                 |                |                                                      | In der Zeit der DDR wurde die ehemalige Firma Hubbe und Farenholtz, seine letzte Arbeitsstelle, ihm zu Ehren ab 1952 als VEB Öl- und Fettwerke „Hans Schellheimer“ benannt. Das Unternehmen ging jedoch 1992 in die Liquidation. |
| Johann Schellheimer |     | Schule       | Magdeburg                 |                |                                                      | Hans-Schellheimer-Schule. Sie trägt bis heute seinen Namen. |
| Johann Schellheimer |     | Straße       | Magdeburg                 | Wilhelmstadt   | Schellheimerplatz                                    | Darüber hinaus erhielt ein zentraler Platz im ehemaligen Stadtteil Wilhelmstadt seinen Namen (Schellheimerplatz). Der Platz trägt bis heute seinen Namen.                                                                        |

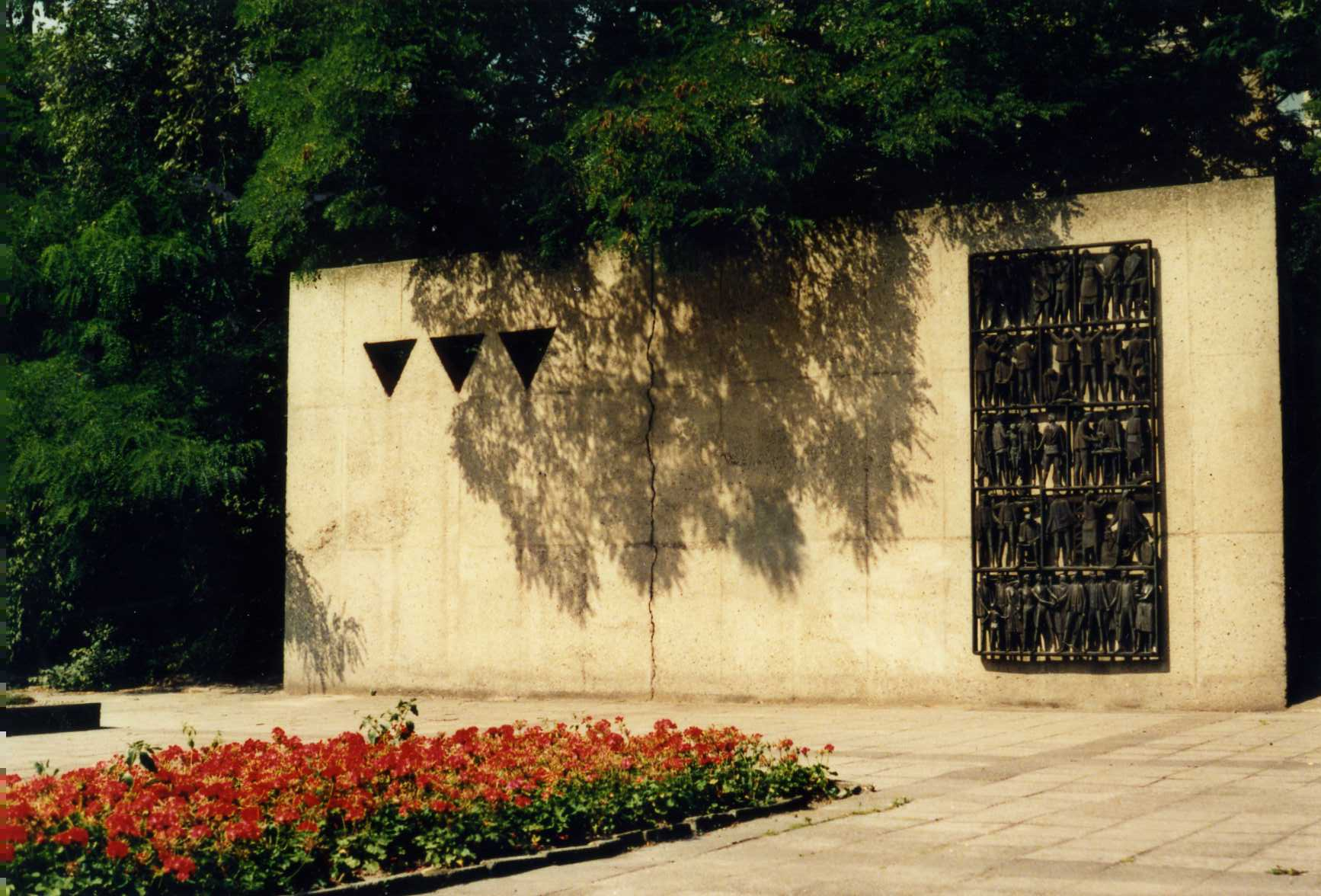
Mahnmal für die Magdeburger Widerstandskämpfer

| Johann Schellheimer |     | Stolperstein | Magdeburg                 | Stadtfeld Ost  | Gerhart-Hauptmann-Straße/Ecke Kleine Lindenallee     | |
| Martin Schwantes    |     | Stolperstein | Magdeburg                 | Alte Neustadt  | Wittenberger Straße 19                               | |
| Martin Schwantes    |     | Schule       | Magdeburg                 |                |                                                      | Martin-Schwantes-Schule (POS) |
| Martin Schwantes    |     | Schule       | Quedlinburg               | Süderstadt     | Albert-Schweitzer-Straße 19                          | während der DDR |
| Martin Schwantes    |     | Straße       | Leipzig                   | Schönefeld Ost | Schwantesstraße                                      | |
| Martin Schwantes    |     | Straße       | Magdeburg                 | Stadtfeld West | Schwantesstraße                                      | |
| Martin Schwantes    |     | Straße       | Gommern                   | Gommern        | Martin-Schwantes-Straße                              | |
| Martin Schwantes    |     | Straße       | Gommern                   | Dannigkow      |                                                      | |
| Martin Schwantes    |     | Mahnmal      | Magdeburg                 |                |                                                      | Steubenpark am südlichen Rand der Magdeburger Altstadt |